# Sá (apelido)

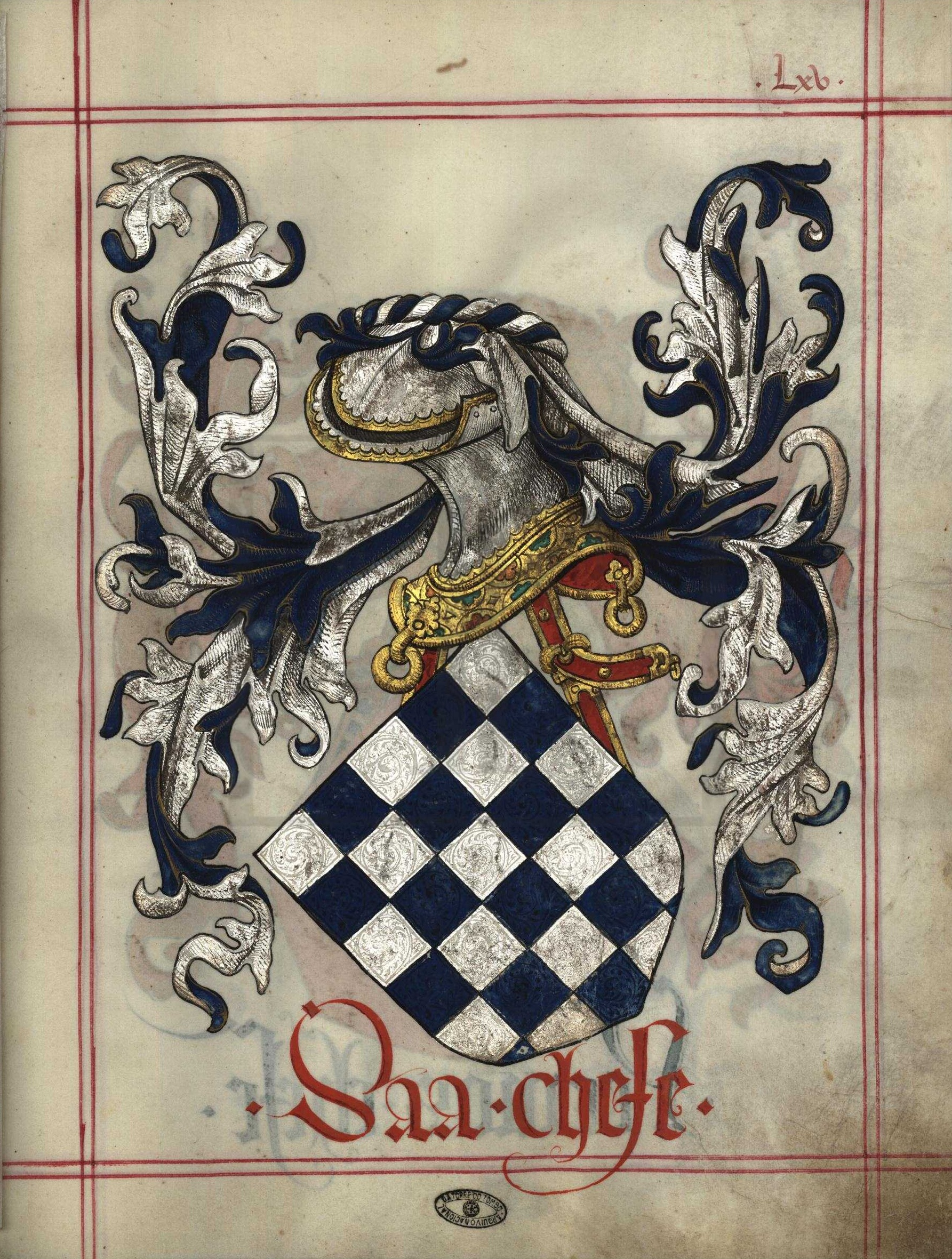
Brasão da Família Sá, Livro do Armeiro-Mor, p.65, João de Cró, ca. 1509.

Sá é um apelido de família da onomástica da língua portuguesa, sendo Rodrigo Anes de Sá um dos primeiros a usá-lo.
A origem deste apelido é toponímica, reportando-se às localidades homónimas, sitas no Norte de Portugal, nos distritos de Viana do Castelo, Vila Real e do Porto. Por sua vez, o topónimo e apelido Sá provém do étimo germânico sala, o qual significaria «casa» em alto-alemão antigo.
Outra variante do nome Sá ou Saa é Eça.
| “ | Ioão de saa que despois foi tesoureyro da casa da India                                                        | ” |
|   | — Fernão Lopes de Castanheda, História da Conquista da India pelos Portugueses, Livro I, Cap. XVI, pp. 44-45.. |   |